# David Bennent
David Bennent (ur. 9 września 1966 w Lozannie) – szwajcarski aktor.

## Życiorys
Pochodzi ze związanej ze sceną rodziny. Jego ojciec Heinz Bennent jest aktorem, także starsza siostra Anne pracuje w tym zawodzie. Płynnie posługuje się językiem francuskim i niemieckim. Studiował w Max-Reinhardt-Seminar w Wiedniu. Występował na prestiżowych europejskich scenach teatralnych, m.in. Comédie-Française.
Najbardziej znaną kreację filmową stworzył w Blaszanym bębenku Volkera Schlöndorffa, ekranizacji powieści Güntera Grassa. W zrealizowanym w 1979 filmie zagrał Oskara, chłopca, który „nie chce rosnąć”. Jako że miał wówczas zaledwie 12 lat, sceny erotyczne z jego udziałem wzbudziły kontrowersje.
W 2018 Alice Rohrwacher powierzyła mu rolę szwajcarskiego inżyniera w nagradzanej tragikomedii Szczęśliwy Lazzaro.